# Mesoleptus renitens
Mesoleptus renitens là một loài tò vò trong họ Ichneumonidae.